# Uhlířská Lhota
Uhlířská Lhota è un comune della Repubblica Ceca facente parte del distretto di Kolín, in Boemia Centrale.